# Quatuor Ebène
Quatuor Ebène is een strijkkwartet en werd opgericht in 1999 in Boulogne-Billancourt, Frankrijk.
Het kwartet is bekend voor zijn veelzijdigheid en brengt verschillende genres, zoals klassieke muziek, hedendaagse muziek, jazz en crossover.
In het seizoen 2019-2020 gaat het kwartet op wereldtournee voor 'Beethoven Live Around the World' en gaat het kwartet zich focussen op de integrale strijkkwartetten van Beethoven in aanloop naar de 250ste verjaardag van de componist in 2020.

## Prijzen
Het Quatuor Ebène won reeds verschillende prijzen.
- 2004: ARD Musikwettbewerb - eerste prijs voor de strijkkwartetten[1]
- 2005: Belmont Prize van de Forberg-Schneider Foundation[2]
- 2007: Borletti Buitoni Trust[3]

## Leden
- Pierre Colombet - viool
- Gabriel Le Magadure - viool
- Marie Chilemme - altviool
- Raphaël Merlin - cello

## Instrumenten
Het kwartet speelt op instrumenten die hen door de Forberg-Schneider Foundation ter beschikking worden gesteld.
- Pierre Colombet: viool van Francesco Rugeri, Cremona, ca.1680; strijkstok van Charles Tourte, Parijs, 19de eeuw
- Gabriel Le Magadure: viool van Guarneri, midden 18de eeuw; strijkstok van Dominique Pecatte, ca.1845
- Marie Chilemme: altviool van Marcellus Hollmayr, Füssen, 1625
- Raphaël Merlin: cello van Andrea Guarneri, Cremona, 1666/1680

## Discografie[4]
Ook voor talrijke cd-opnamen viel Quatuor Ebène in de prijzen. Hun opnamen van kwartetten van Haydn, Bartók, Debussy, Fauré, Mozart en Mendelssohn wonnen verschillende malen een Gramophone Award, ECHO Klassik, BBC Music Magazine Award en de Midem Classic Award.
- 2006: Haydn, Quatuors à Cordes (Mirare)
- 2008: Debussy, Fauré, Ravel: String Quartets (Erato/Virgin Classics)
- 2008: Brahms, String Quaret No 1, Piano Quintet (Erato/Virgin Classics)
- 2011: Fauré, Complete Chamber Music for Strings and Piano (Virgin Classics)
- 2011: Fiction, Lives at Folies Bergère (Erato/Virgin)
- 2011: Mozart, Dissonances (Erato/Virgin Classics)
- 2012: Fauré, Quintettes avec Piano (Alpha/Alpha Productions)
- 2013: Felix & Fanny Mendelssohn (Erato/Virgin Classics)
- 2014: Brazi (Erato)
- 2014: A 90th Birthday Celebration, Live in Paris (Erato)
- 2015: Fauré, Quintets for Piano & Strings (Erato)
- 2015: Green, Mélodies françaises sur des poèmes de Verlaine (Erato)
- 2016: Fauré, Intégrale de la Musique de Chambre avec Piano (Alpha)
- 2016: Schubert, String Quintet, Lieder (Erato)
- 2017: Eternal Stories (Erato)